# Рідини на нафтовій основі
Рідини на нафтовій основі (рос. жидкости на нефтяной основе; англ. oil-based muds, нім. Flüssigkeiten f pl auf der Erdölbasis) – суміші окисненого асфальту, органічних кислот, лугів, стабілізувальних добавок і важкозаймистого дизельного пального. Асфальт, колоїдно диспергований у дизельному пальному, забезпечує високу носійну здатність і низьку фільтраційну здатність рідини. Органічні кислоти і луги додають для утворення мила у вуглеводневому середовищі, яке збільшує в’язкість і статичну напругу зсуву для забезпечення здатності утворювати суспензії. 